# Думановце
Думановце (мкд. Думановце) је насеље у Северној Македонији, у северном делу државе. Думановце припада општини Липково.

## Географија
Думановце је смештено у северном делу Северне Македоније. Од најближег већег града, Куманова, насеље је удаљено 25 km западно.
Насеље Думановце је у североисточном делу историјске области Црногорје. Насеље је положено у долини Липковске реке, у горњем делу тока, кроз висије Скопске Црне Горе. У најнижем делу атара села образовано је Липковско језеро. Надморска висина насеља је приближно 600 метара.
Месна клима је континентална.

## Становништво
Думановце је према последњем попису из 2002. године било без становника. 
Претежно становништво у насељу су били Македонци.
Већинска вероисповест било је православље.